# Ferde Grofé

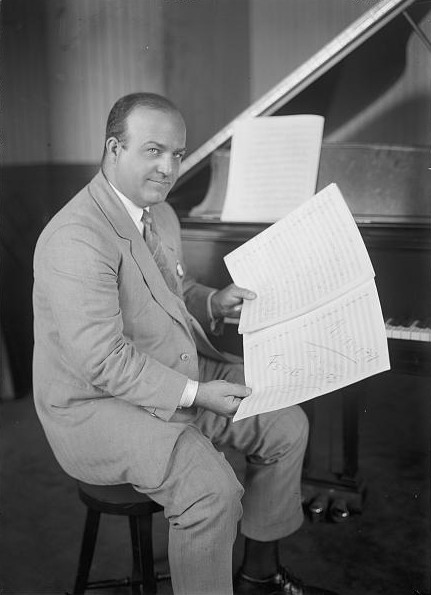
Ferde Grofé mit Partitur

Ferde Grofé, auch Ferdie Grofé oder Ferde Grofé Sr. (* 27. März 1892 in New York; † 3. April 1972 in Santa Monica, Kalifornien), war ein US-amerikanischer Komponist, Arrangeur und Dirigent deutscher Abstammung (mit vermutetem hugenottischem Hintergrund).

## Leben
Er wurde als Ferdinand Rudolph von Grofé in eine musikalische Familie geboren, wuchs in Los Angeles auf. Nachdem sein Vater 1899 gestorben war, nahm ihn seine Mutter nach Deutschland mit, wo sie drei Jahre am Leipziger Konservatorium studierte.
Zurück in Los Angeles lernte er Klavier und Geige spielen, verdiente zunächst Geld als Liftboy, Zeitungsjunge, Buchbinder und mit ähnlichen Jobs, mit 15 aber zunehmend auch als Musiker, spielte zu Tanz, Paraden und Picknicks. Er spielte auch Althorn in Brassbands und Bratsche beim Los Angeles Philharmonic Orchestra. 1909 schrieb er seine erste Komposition, The Grand Reunion March für ein Treffen der Elks Clubs. Er spielte auch in Nachtclubs von Los Angeles, wo er populär wurde für seine Arrangements und Improvisationen. Dort lernte ihn 1917 Paul Whiteman kennen, für dessen Band er dann Pianist, Arrangeur, Co-Dirigent und Notenbibliothekar wurde.
Für Whiteman orchestrierte er 1924 die Rhapsody in Blue von George Gershwin. Von da an begann er mit größeren Kompositionen für Orchester, manche davon mit einer Prise Humor. Besonders äußert sich das bei seinen der Fahrradpumpe gewidmeten Werken Theme and Variations on Noises from a Garage (1926) und Free Air (1929).
Grofés wichtigste Kompositionen sind:
- Mississippi: A Journey in Tones (1925) eine Suite mit den Sätzen Father of Waters, Huckleberry Finn, Old Creole Days und Mardi Gras
- Metropolis: A Fantasy in Blue (1928)
- Grand Canyon Suite (1929–1931) mit den Sätzen Sunrise, The Painted Desert, On the Trail, Sunset und Cloudburst
- Hollywood Suite (1935–1938) mit den Sätzen On the Set-Sweepers, The Stand-in, Carpenters and Electricians, Preview, Production Number und Director – Star – Ensemble
- Death Valley Suite (1949) mit den Sätzen Funeral Mountains, ’49er Emigrant Train, Desert Water Hole und Sand Storm
- Hudson River Suite (1955) mit den Sätzen The River, Henry Hudson, Rip Van Winkle, Albany Night Boat und New York!
- Niagara Falls Suite (1961) mit den Sätzen Thunder of the Waves, Devil’s Hole Massacre, The Honeymooners und Power of Niagara

Die Suiten stellen musikalische Reisebilder aus den USA dar. Vor allem die Mississippi-Suite und die Grand Canyon Suite werden bis heute auch von renommierten Dirigenten und Orchestern aufgeführt. 2002 wurde bei den Schwetzinger Festspielen von der SWR Big Band, dem Stuttgarter Kammerorchester und dem Klarinettisten Pierre Paquette unter der Leitung des Pianisten Dennis Russell Davies Gershwins Rhapsody in Blue in der Originalinstrumentierung von Ferde Grofé wiederaufgeführt.
Mit einem Studioorchester, in dem auch der Jazzmusiker Tommy Dorsey spielte, gelang ihm im Dezember 1933 sein einziger Hiterfolg mit dem Schlagersong Temptation, der #19 der Billboard Top 30 erreichte. Bing Crosby sang ihn im gleichen Jahr in dem Film Going Hollywood, wodurch er zu einem Swing-Klassiker wurde.
Grofé war Mitglied der Freimaurerlogen Silver Trowel No. 414 in Los Angeles und St. Cecile No. 568 in New York City.
Vor allem die Suiten und seine Gershwin-Arrangements wurden in verschiedenen Einspielungen auch auf CD veröffentlicht, teils auf SACD und DVD-Audio in hochauflösenden und Mehrkanal-Formaten. Einem breiteren Publikum bekannt wurde Grofé durch die CD Gershwin by Grofé, in der explizit Grofés Arrangements für die Gershwin-Aufnahmen verwendet werden. James Algar nutzte 1958 Grofés Grand Canyon Suite als Filmmusik für seinen Kurzdokumentarfilm Grand Canyon, der mit einem Oscar ausgezeichnet wurde.
1945 war Grofé gemeinsam mit Leo Erdody für den Oscar in der Kategorie „Beste Filmmusik“ in dem Musikfilmdrama Minstrel Man nominiert.
1982 veröffentlichte Isao Tomita eine freie Bearbeitung der Grand Canyon Suite, die er vollständig mit Synthesizern eingespielt hatte.